# Santuario de Zocueca
El origen del santuario de Zocueca situado en el término municipal de Guarromán (provincia de Jaén) se remonta al período medieval. El primitivo santuario fue reformado en el siglo XV, pero el edificio actual se levantó cumplido el primer tercio del siglo XVII y en la siguiente centuria se le añadió uno de los camarines más suntuosos del barroco andaluz y la espadaña. La existencia del santuario propició que este enclave fuera elegido en el siglo XVIII por Pablo de Olavide para fundar una de las aldeas de las Nuevas Poblaciones, entonces nombrada como El Rumblar. 
El Santuario de Nuestra Señora de Zocueca se dedica al culto una vez por semana y es sede de la romería que se celebra el último domingo de septiembre, con la salida de la Virgen de Zocueca desde la Parroquia de la Encarnación (Bailén), hasta el Santuario. 

## Descripción
Se trata de un santuario cuyo valor artístico nace desde su misma portada y culmina con la tipología y decoración del Camarín, ejemplo de horror vacui y expresión de las ideas litúrgicas del Concilio de Trento. La fachada principal del Santuario de Zocueca presenta una interesante portada, de mediados del XVII, con columnas dóricas que descansan sobre pedestales. Se corona con frontón triangular partido que acoge cartela y escudo coronado, ovalado, con el tema de la Anunciación. En su exterior, también se aprecia una espadaña de dos cuerpos con sendos arcos de medio punto, ornamentada mediante pináculos en los laterales y en el centro, que se remata con una cruz de hierro. Tiene planta de cruz latina, de una sola nave cubierta por bóveda de cañón con lunetos y adosado a su cabecera se halla un Camarín-torre de planta octogonal. Sobre la intersección de los brazos del crucero se alza una bóveda de media naranja sobre pechinas decoradas por escudos episcopales de campo liso. 
El Camarín, del siglo XVIII, se caracteriza por yeserías barrocas que ocupan todo el espacio visual, ejemplo de horror vacui. Una bóveda semicircular recubre este espacio, con el intradós de sus radios en forma de estípites y pequeños angelitos en su base, en una concentración de volutas, molduras, espejos incrustados y capiteles.

## Himno de la Virgen de Zocueca
Luna clara de la noche.

Aurora de la mañana.

Sol refulgente del día,

en empíreo ensalzado.

Torre de gran fortaleza.

Zarza que no se quemó.

Frondosa oliva en los campos.

Nardo de suave olor.

¡Oh! Madre de Zocueca,

Patrona de Bailén,

líbranos del pecado

y de las epidemias también.

Virgen Santa de Zocueca

nuestra Patrona serás.

y en Bailén la Soberana

para siempre reinarás.

Tú serás nuestra bandera.

Tú serás nuestro blasón.

Tú serás Virgen bendita

de este pueblo el corazón.